# NK Ankerkader 45/2 Ereklasse 1913-1914
Het 2e Nederlands kampioenschap biljarten in de spelsoort Ankerkader 45/2 Ereklasse seizoen 1913-1914  werd destijds aangekondigd als "Nationaal Kampioenschap Eerste Klasse" en gespeeld van 19 tot en met 22 maart 1914 op 2 matchtafels van fabrikant "Het Noorden". Acht deelnemers speelden een halve competitie over partijlengten van 300 caramboles zonder gelijkmakende beurt. De organisatie was in handen van de Friesche Biljart Club, en verenigingsgebouw de Harmonie te Leeuwarden, waar een prachtige arena werd gecreëerd, was gastgever voor dit goedbezochte kampioenschap. Hendrik Robijns veroverde z'n tweede titel.

## Eindstand
| NK ANKERKADER 45/2 Ereklasse 1913-1914 - EINDSTAND | NK ANKERKADER 45/2 Ereklasse 1913-1914 - EINDSTAND | NK ANKERKADER 45/2 Ereklasse 1913-1914 - EINDSTAND | NK ANKERKADER 45/2 Ereklasse 1913-1914 - EINDSTAND | NK ANKERKADER 45/2 Ereklasse 1913-1914 - EINDSTAND | NK ANKERKADER 45/2 Ereklasse 1913-1914 - EINDSTAND | NK ANKERKADER 45/2 Ereklasse 1913-1914 - EINDSTAND | NK ANKERKADER 45/2 Ereklasse 1913-1914 - EINDSTAND | NK ANKERKADER 45/2 Ereklasse 1913-1914 - EINDSTAND |
| RANG                                               | SPELER                                             | GESP                                               | PP                                                 | CAR                                                | BRT                                                | MOY                                                | PMOY                                               | HS                                                 |
| -------------------------------------------------- | -------------------------------------------------- | -------------------------------------------------- | -------------------------------------------------- | -------------------------------------------------- | -------------------------------------------------- | -------------------------------------------------- | -------------------------------------------------- | -------------------------------------------------- |
|                                                    | Hendrik Robijns                                    | 7                                                  | 12                                                 | 2043                                               | 255                                                | 8,01                                               | 14,28                                              | 115                                                |
|                                                    | Jan Wiemers                                        | 7                                                  | 10                                                 | 1980                                               | 239                                                | 8,28                                               | 9,67                                               | 106                                                |
|                                                    | Johannes Boelstra                                  | 7                                                  | 8                                                  | 1931                                               | 284                                                | 6,79                                               | 9,09                                               | 51                                                 |
| 4                                                  | Jan Dommering                                      | 7                                                  | 8                                                  | 1805                                               | 284                                                | 6,35                                               | 12,00                                              | 55                                                 |
| 5                                                  | Frits Thiele                                       | 7                                                  | 6                                                  | 1907                                               | 270                                                | 7,06                                               | 9,09                                               | 60                                                 |
| 6                                                  | Derk van der Woude                                 | 7                                                  | 6                                                  | 1807                                               | 310                                                | 5,82                                               | 7,31                                               | 58                                                 |
| 7                                                  | Hyman de Rood                                      | 7                                                  | 6                                                  | 1722                                               | 332                                                | 5,18                                               | 6,25                                               | 58                                                 |
| 8                                                  | Jo de Cock Rouaan                                  | 7                                                  | 0                                                  | 1281                                               | 310                                                | 4,13                                               | geen                                               | 115                                                |
| TOTAAL                                             | TOTAAL                                             | TOTAAL                                             | TOTAAL                                             | 14476                                              | 2284                                               | 6,33                                               | 14,28                                              | 115                                                |
|                                                    |                                                    |                                                    |                                                    |                                                    |                                                    |                                                    |                                                    |                                                    |

Arnhem 1912-1913 · 
Leeuwarden 1913-1914 ·
Amsterdam 1914-1915 ·
Den Haag 1915-1916 ·
Groningen 1916-1917 ·
Amsterdam 1917-1918 ·
Arnhem 1918-1919 ·
Leeuwarden 1919-1920 ·
Den Haag 1920-1921 ·
Groningen 1921-1922 ·
Amsterdam 1922-1923 · 
Amsterdam 1923-1924 ·
Rotterdam 1924-1925 ·
Amsterdam 1925-1926 ·
Haarlem 1926-1927 ·
Utrecht 1927-1928 ·
Rotterdam 1928-1929 ·
Den Haag 1929-1930 ·
Leeuwarden 1930-1931 ·
Utrecht 1931-1932 ·
Amsterdam 1932-1933 ·
Amsterdam 1933-1934 ·
Amsterdam 1934-1935 · 
Utrecht 1935-1936 ·
Arnhem 1936-1937 ·
Den Haag 1937-1938 ·
Amsterdam 1938-1939 ·
Rotterdam 1939-1940 ·
Amsterdam 1940-1941 ·
Amsterdam 1941-1942 ·
Amsterdam 1942-1943 ·
Amsterdam 1944-1945 ·
Den Haag 1945-1946 ·
Apeldoorn 1946-1947 ·
Groningen 1947-1948